# Pal·lades
Pal·lades, en llatí Palladas, en grec antic Παλλαδάς, fou un poeta grec autor de gran nombre d'epigrames que consten a l'Antologia grega, que alguns erudits consideren els millors de la col·lecció, però altres no comparteixen aquesta posició i els creuen inútils. En realitat són d'una elegant mediocritat. Uns quants epigrames més, quasi un centenar, els recull l'Antologia palatina.
Tot el que se sap del poeta resulta dels mateixos epigrames. Segons els manuscrits conservats al Vaticà era nadiu d'Alexandria. El gramàtic romà d'Orient Joan Tzetzes el situa entre Procle i Agàties i, per tant, hauria viscut entre el segle iv i el segle v. En un dels seus epigrames parla de la filòsofa Hipàcia, filla de Teó, encara viva al escriure el poema. Hipàcia va morir l'any 415. Pal·lades tenia formació com a gramàtic i mestre d'escola, professió que diu que va seguir degut a la seva pobresa, i a la que devia renunciar, sembla, en algun moment. Altres poemes fan al·lusió a la seva esposa, de la que es queixa amargament en els seus versos i diu que era una busca-raons.
S'ha discutit si Pal·lades era cristià o pagà, perquè els seus epigrames no són del tot clars en aquest tema. Té un dístic sobre els convents dels monjos en to molt càustic, però que l'hauria pogut escriure un cristià. Hi ha un altre epigrama, irònic, on explica que les estàtues de les divinitats paganes es reconverteixen en sants cristians, un testimoni important d'aquesta pràctica. Però l'epigrama 70 dona la informació més clara de que era pagà, ja que parla amargament de l'Edicte de Teodosi ordenant la destrucció dels temples i els ídols pagans.